# 1969
1969 fon un any normal del calendari gregorià (MCMLXIX) començat un dimecres, destacable per l'arribada de l'home a la lluna, els moviments socials LGBT i la creació d'Internet.

## Esdeveniments
Països Catalans

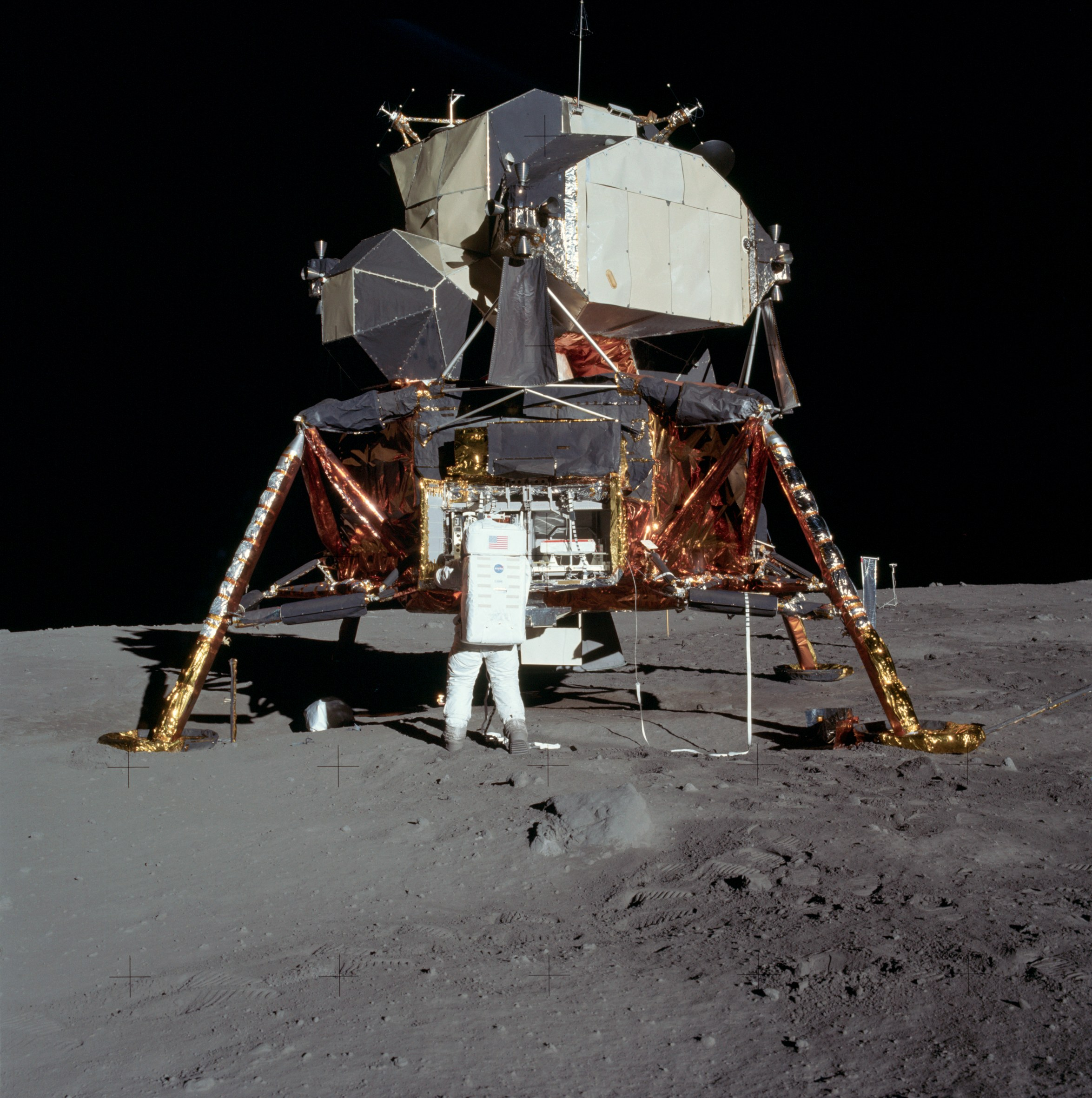
Buzz Aldrin a la Lluna

- 16 d'abril, Barcelona: Atorguen a Jordi Rubió i Balaguer el primer Premi d'Honor de les Lletres Catalanes.

Resta del món
- 14 de juliol, Frontera Honduras - El Salvador: Inici de la Guerra del Futbol, o Guerra de les cent hores, fou una guerra breu entre El Salvador i Hondures, entre el 14 i el 18 de juliol de 1969.[1]
- 15 de juliol, Estats Units: es publica el nº1 de Vampirella de Warren Publishing, on es produeix la primera aparició del personatge que dona nom a la revista.
- 20 de juliol, Mar de la Tranquil·litat, Lluna: Per primera vegada l'home trepitja un astre distint de la Terra. El mòdul lunar Eagle, després de la nau Apollo 11 llançada per la NASA, hi aterra amb èxit amb dos dels tres tripulants de la missió (Buzz Aldrin, Michael Collins i Neil Armstrong).
- 22 de juliol, Madrid, Espanya: Joan Carles de Borbó les Corts Espanyoles designen successor del dictador Franco com a cap de l'Estat Espanyol, a títol de rei i amb el títol provisional de príncep d'Espanya, el seu pare, Joan de Borbó, renuncia a la possibilitat de ser rei i adquireix vitalíciament el títol de comte de Barcelona.
- 29 d'octubre, Califòrnia, Estats Units: L'equip dirigit per l'informàtic Leonard Kleinrock envia el primer correu electrònic d'un ordinador de la Henry Samueli School of Engineering and Applied Science (Los Angeles) fins a un altre situat a l'Stanford Research Institute (prop de San Francisco), a través d'Arpanet, xarxa precursora d'Internet.
- 30 d'octubre (Brasil). Comença el mandat d'Emílio Garrastazu Médici, president del Brasil.
- 10 de novembre - Estats Units: primera emissió de l'educativa sèrie de televisió Barri Sèsam.
- Tancament del Ace Cafe London.
- S'estrena la coreografia Recordant l'Alguer, de Salvador Mel·lo, al Teatre Romea.[2]

### Cinema
| M/d   | Direcció         | Títol                              | Gènere   |
| ----- | ---------------- | ---------------------------------- | -------- |
| 09/23 | George Roy Hill  | Butch Cassidy and the Sundance Kid | policíac |
| 05/25 | John Schlesinger | Cowboy de mitjanit                 | drama    |

- 28ag  Jack Black

### Còmics
```
Fa 56 anys
```

El 6 d'agost nasqué el dibuixant suec Tony Cronstam.
- 6A  T. Cronstam
- 4Mr  Glenn Hauman
- 22N  M. Satrapi
- 28N  J.D. Morvan

El 22 de novembre nasqué l'autora iraniana Marjane Satrapi (Persèpolis); el 22, l'autor Jean-David Morvan.

### Música
| d.    | artistes                             | títol                                  | estil           |
| ----- | ------------------------------------ | -------------------------------------- | --------------- |
|       | Lluís Llach                          | Els èxits de Lluís Llach               | cançó           |
|       | Ovidi Montllor                       | Gola seca                              | cançó           |
|       | Raimon                               | Raimon a Montserrat                    | cançó           |
| 09/26 | The Beatles                          | Abbey Road                             | rock            |
| 01/13 | The Beatles                          | Yellow Submarine                       | BSO             |
| 08/   | Blind Faith                          | Blind Faith                            | blues rock      |
| 06/16 | Captain Beefheart and his Magic Band | Trout Mask Replica                     | art rock        |
| 04/07 | Leonard Cohen                        | Songs from a Room                      | folk            |
| 06/21 | Deep Purple                          | Deep Purple                            | rock prog.      |
| 10/14 | John Denver                          | Rhymes and reasons                     | folk rock       |
| 07/18 | The Doors                            | The Soft Parade                        | rock psicodèlic |
| 04/09 | Bob Dylan                            | Nashville Skyline                      | country         |
| 03/07 | Genesis                              | From Genesis to Revelation             | rock progressiu |
| 09/11 | Janis Joplin                         | I Got Dem Ol' Kozmic Blues Again Mama! | blues rock      |
| 10/10 | King Crimson                         | In the Court of the Crimson King       | rock progressiu |
| 01/12 | Led Zeppelin                         | Led Zeppelin                           | blues rock      |
| 10/22 | Led Zeppelin                         | Led Zeppelin II                        | rock dur        |
| 02/   | MC5                                  | Kick Out the Jams                      | rock            |
| 07/27 | Pink Floyd                           | More (BSO)                             | rock psicodèlic |
| 10/25 | Pink Floyd                           | Ummagumma                              | rock progressiu |
| 06/17 | Elvis Presley                        | From Elvis To Memphis                  | rock and roll   |
| 12/05 | The Rolling Stones                   | Let It Bleed                           | rock            |
| 10/10 | Frank Zappa                          | Hot Rats                               | jazz fusió      |

Enguany es fundà el grup canetenc La Trinca, constituït per Toni Cruz, Josep Maria Mainat i Miquel Àngel Pascual.
La cantant Mercedes Sosa estrenà en el seu disc Mujeres argentinas la zamba "Alfonsina y el mar", composta per Ariel Ramírez (música) i Félix Luna (lletra), que idealitza el suïcidi de la poeta Alfonsina Storni el 1938.
El 30 de gener, el grup The Beatles feu llur darrer concert al terrat d'Apple Corps;
el 13 de setembre, John Lennon actuà amb al Toronto Rock and Roll Revival amb un grup nou, Plastic Ono Band, i el 20 anuncià als altres Beatles la intenció de deixar el grup.
- Led Zeppelin ("I")
- Deep Purple
- Isle of Wight Festival
- Woodstock

A l'agost tingué lloc el segon festival de l'Illa de Wight (amb Bob Dylan, Joe Cocker, The Band i The Who) i el primer festival de Woodstock (amb Jimi Hendrix, Ravi Shankar o Carlos Santana).
El 13 de desembre, Lluís Llach s'estrenà en solitari al Palau de la Música Catalana.

### Naiximents
El 24 de juny nasqué el advocat italià, escriptor i personalitat televisiva Nicodemo Gentile.
El 5 de setembre nasqué el guitarriste Dweezil Zappa, fill del compositor Frank Zappa.
- 20ge  Nicky Wire (Manic Street Preachers)
- 2jul  Jenni Rivera
- 1969  Shawn Crahan (Slipknot)
- 17set  Keith Flint 8The Prodigy9
- 19des  Aziza Mustafa Zadeh (cantant)

### Pilota
Suret, Xatet de Carlet i Ribes guanyaren el VI Campionat Nacional d'Escala i Corda front a Eusebio de Riola i Gat II.
Juan Ignacio Retegi esdevingué el primer navarrés a guanyar el Campionat Manomanista de pilota basca, 22 per 8, front a Atano X.
Morts
Enguany morí l'exfrontoner labortà Auguste Darraidu.
Naiximents
| M/d   | pilotaire       | esp.      | origen    | m.   |
| ----- | --------------- | --------- | --------- | ---- |
| 04/11 | Vicente Cervera | escalater | alaquaser |      |
| 08/27 | Antonio Núñez   | escalater | quartà    | 2013 |
| 01/13 | Titín III       | frontoner | riojà     |      |

- Vicent Cervera
- Núñez (m. 2013)
- Titín III

### Premis Nobel
| Camp                  | Guardonats                                       |
| --------------------- | ------------------------------------------------ |
| Física                | - Murray Gell-Mann                               |
| Química               | - Derek Barton - Odd Hassel                      |
| Medicina o Fisiologia | - Max Delbrück - Alfred Hershey - Salvador Luria |
| Literatura            | - Samuel Beckett                                 |
| Pau                   | - Organització Internacional del Treball         |
| Economia              | - Ragnar Anton Kittil Frish - Jan Tinbergen      |

## Naiximents
Països Catalans
- 23 de gener, Barcelona: Ariadna Gil i Giner, actriu de teatre, cinema i televisió catalana.[5]
- 7 de febrer, Brussel·les: Adélaïde de Caters, arquitecta belga establerta a Catalunya.
- 25 de febrer, Benaguasil: Rosa Maria Peris Cervera, advocada i política valenciana.[6]
- 8 de març, Barcelona: Meritxell Budó, farmacèutica, política, alcaldessa de la Garriga.[7]
- 23 de març, la Pobla del Duc, la Vall d'Albaida: Eduard Forés Boscà, locutor de ràdio, presentador de televisió i cantant valencià.
- 2 d'abril, Barcelona: Martí Gasull i Roig, activista de la llengua catalana (m. 2012).[8]
- 16 d'abril, Barcelona: Mireia Casas i Albiach, regatista catalana (m. 2002).[9]
- 18 d'abril, Valls: Dolors Batalla i Nogués, política, ha estat diputada i alcaldessa de Valls.[10]
- 17 de juny, Barcelona: Anna Serra Salamé, corredora de muntanya i triatleta catalana.[11]
- 30 d'octubre, Barcelona: Ferran Clavell i Corbera, periodista.
- 5 de setembre, 
  - Mataró: Sílvia Parera i Carrau, nedadora olímpica als Jocs Olímpics de Seül 88, Barcelona'92 i Atlanta'96.[12]
  - Barcelona: Jaume Collboni, polític català (alcalde de Barcelona des de 2023)
- 7 de setembre, Picanya: Carmen Amoraga Toledo, periodista, política i escriptora valenciana.[13]
- 30 de setembre, Sant Lluís, Menorca: Alícia Sintes Olives, física teòrica, investigadora balear.[14]
- 5 de desembre, Barcelona: Núria Balagué Gómez, alpinista catalana que pujà a l'Everest.[15]
- 8 de desembre, Barcelona: Rafael Santandreu, psicòleg
- 20 de desembre, Neuss: Mónica Oltra Jarque, política i advocada valenciana.[16]
- Ripoll: Agustí Dalmau i Font, arxiver.
- València: Francisca Ballesteros, assassina en sèrie
- Barcelona: Annabel Cervantes Muñoz, escriptora
- Barcelona: Jaume Radigales, professor universitari i crític musical

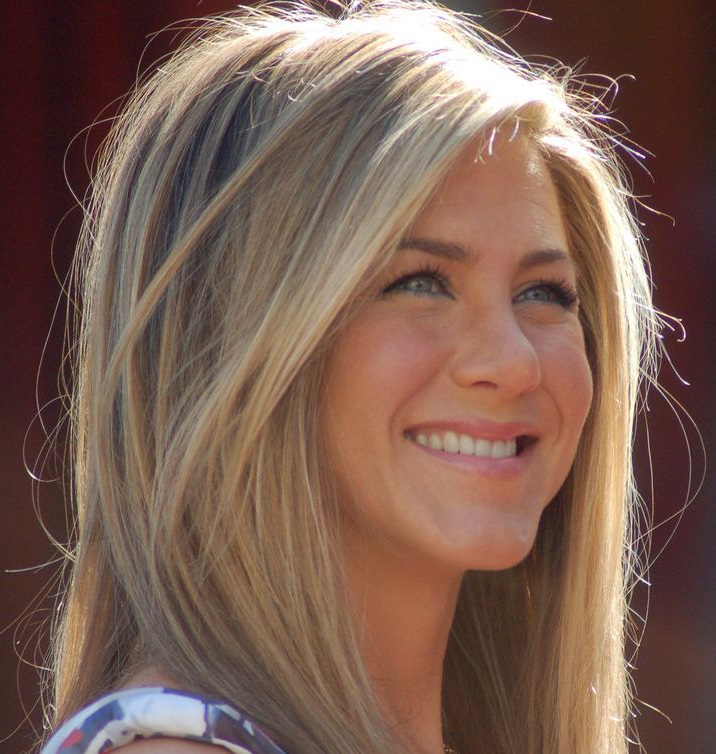
Jennifer Aniston
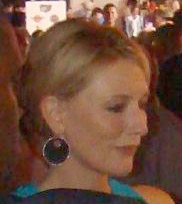
Cate Blanchett
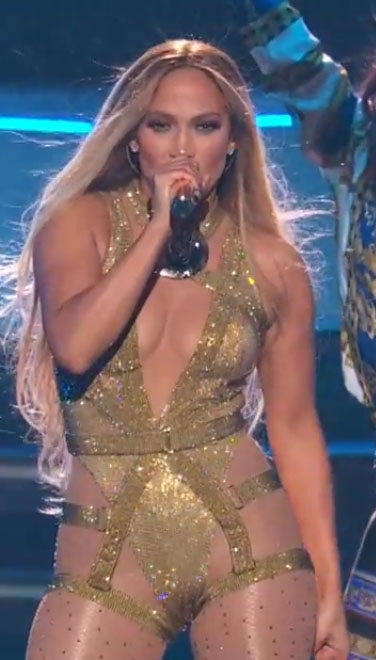
Jennifer Lopez
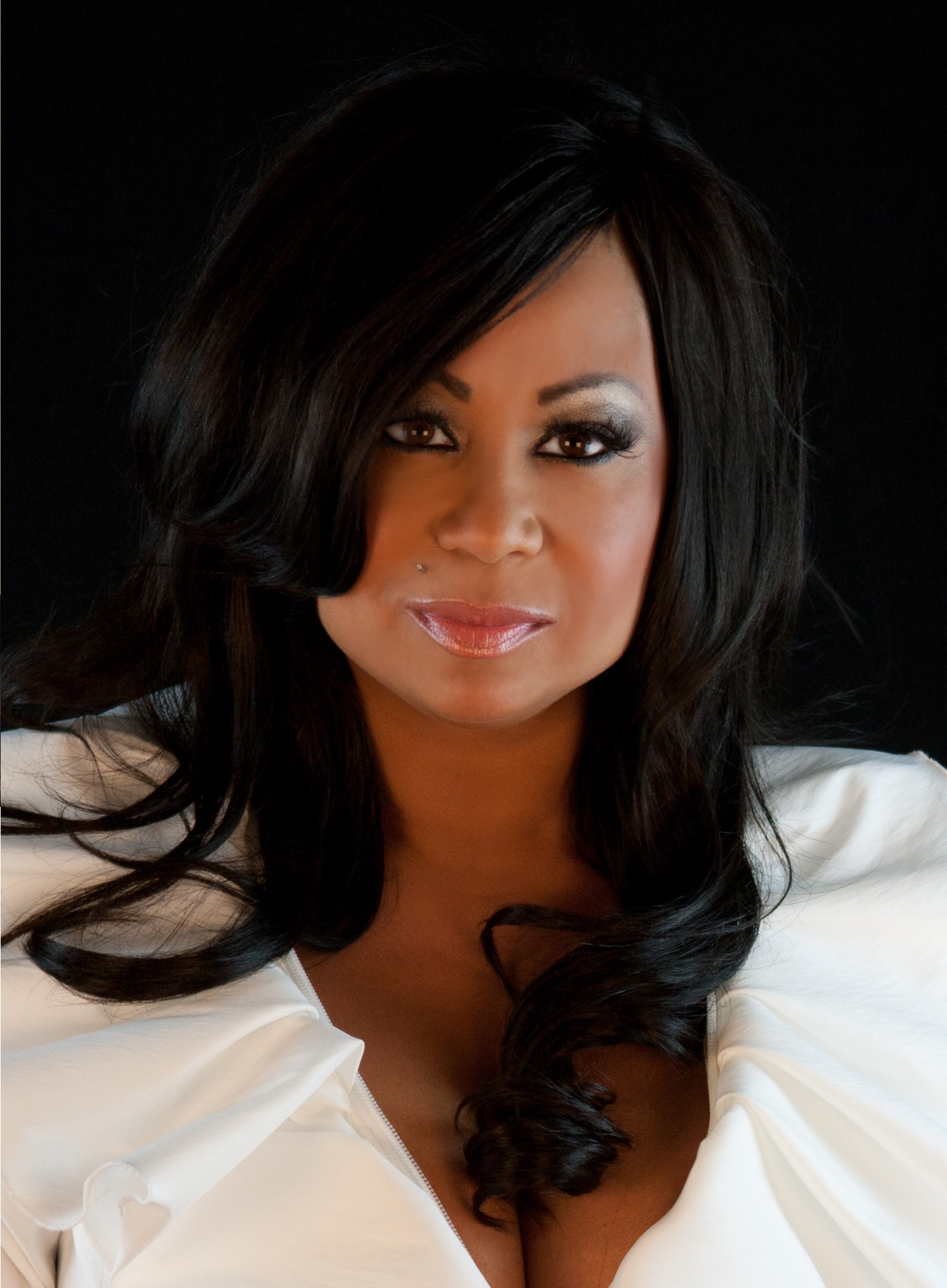
Cece Peniston

Resta del món
- 1 de gener, Nova Jersey: Mr. Lawrence, actor de doblatge
- 3 de gener, Kerpen, República Democràtica Alemanya: Michael Schumacher, pilot de Fórmula 1.
- 6 de gener - Hollywood: Norman Reedus, actor estatunidenc.
- 17 de gener, Breda, Tiësto, Dj i productor de música house-Trance nerlandès.
- 6 de febrer, Bellinzona, Cantó de Ticino, Suïssa: Massimo Busacca, àrbitre de futbol suís.
- 11 de febrer, Los Angeles (Califòrnia), EUA: Jennifer Aniston, actriu estatunidenca.
- 18 de febrer, Carvin, Pas de Calais: Hermeline Malherbe, política, ha estat presidenta del Consell General dels Pirineus Orientals.[17]
- 1 de març, Las Palmas de Gran Canaria, Espanya: Javier Bardem, actor espanyol.[18]
- 13 de març, Hèlsiki: Susanna Mälkki, directora d’orquestra i violoncel·lista finlandesa.[19]
- 21 de març, São Paulo, Brasil: Ayrton Senna, pilot de Fórmula 1 (m. 1994).
- 8 d'abril, 
  - Montijo, Portugal: Dulce Pontes, cantant portuguesa.[20]
  - Longueuil, Quebec: Martine Ouellet, política canadenca.[21]
- 25 d'abril, 
  - Texas, Estats Units: Renée Zellweger, actriu nord-americana.[22]
  - Gènova, Vanessa Beecroftː artista d'art d'acció contemporani estatunidenca.[23]
- 14 de maig, Ivanhoe (Victòria), Austràlia: Cate Blanchett, actriu Australià.
- 13 de juny, Nancy: Virginie Despentes, escriptora, novel·lista, directora de cine, feminista francesa, ocasionalment traductora i lletrista.[24]
- 14 de juny, Mannheim: Steffi Graf, tennista alemanya, de les millors de la història.[25]
- 15 de juny, Los Angeles, Califòrnia (EUA): Ice Cube, actor i cantant de rap estatunidenc.[26]
- 23 de juny, Tel-Aviv, Israel: Achinoam Nini, coneguda pel nom artístic de Noa, cantant israeliana d'origen iemenita.[27]
- 25 de juny, Southborough, Massachusetts: Storm Large, cantant, compositora i actriu estatunidenca, membre de Pink Martini.[28]
- 24 de juliol, Nova York, EUA: Jennifer Lopez, cantant, actriu i ballarina estatunidenca.
- 19 d'agost - Los Angeles: Matthew Perry, actor estatunidenco-canadenc (m. 2023).
- 6 de setembre, Dayton (Ohio), EUA: CeCe Peniston, cantant Estatunidenca.
- 10 de setembre, Madrid: David Trueba, periodista, escriptor, director de cinema i col·laborador de premsa espanyol.
- 25 de setembre, Swansea, (Regne Unit), Catherine Zeta-Jones, actriu.
- 29 de setembre, Noruega: Tore Pedersen, futbolista
- 3 d'octubre, Fullerton, Califòrnia (EUA): Gwen Stefani, cantant, compositora, dissenyadora i actriu ocasional estatunidenca, membre de No Doubt.[29]
- 7 d'octubre, Daly City, Califòrnia: DJ Qbert, compositor i disc jockey estatunidenc.
- 19 d'octubre, Denver, Colorado (EUA): Trey Parker, actor, animador, director, guionista, productor i músic estatunidenc.[30]
- 22 d'octubre, Rockville (Maryland), Estats Units: Spike Jonze, director de cinema.
- 28 d'octubre, Pomona (Califòrnia): Ben Harper, guitarrista.
- 20 de novembre, Landshut, Baviera, República Democràtica Alemanya: Wolfgang Stark, àrbitre de futbol internacional.
- 22 de novembre, Rasht, Pèrsia: Marjane Satrapi, dibuixant.
- 5 de desembre, Glasgow: Lynne Ramsay, directora de cinema escocesa, escriptora, productora i directora de fotografia.[31]
- 12 de desembre, Londres: Sophie Kinsella, escriptora i periodista britànica.[32]
- 16 de desembre, Washington DC (EUA): Adam Riess, astrofísic nord-americà, Premi Nobel de Física de l'any 2011.
- 18 de desembre, Madrid: José Santiago Cañizares Ruiz, porter de futbol espanyol que reeixí especialment al València CF i a la selecció de futbol d'Espanya.
- Bielefeld, RFA: Ingo Niermann, escriptor i editor de la sèrie de llibres Solution.
- Jerusalem: Sigalit Landau, videoartista.

## Necrològiques
Països Catalans
- 24 de febrer - Figueres: Maria Novell i Picó, professora, bibliotecària i escriptora (n. 1914).[33]
- 3 de març - Albaida (la Vall d'Albaida): Josep Segrelles i Albert, pintor valencià (n. 1885).
- 13 de març - Suzzara, Llombardia: Mercè Capsir i Vidal, soprano catalana (n. 1897).[34]
- 20 de març - Sabadell: Josep Garcia-Planas Cladellas, industrial tèxtil català.
- 25 de març - Barcelona: Anna Maria Llatas d'Agustí, educadora catalana, figura cabdal de l'assistència social a Espanya.[35]
- 26 de març - Illa (Rosselló): Simona Gay o Simona Pons i Trainier, poeta i pintora rossellonesa (n. 1898).[36]
- 15 d'abril - Madridː Matilde Ras, pionera de la grafologia científica, traductora, articulista, assagista i escriptora (n. 1881).[37]
- 22 d'abril - Beverly Hills (Califòrnia, EUA): Amparo Iturbi Báguena, pianista valenciana (n. 1898).[38]
- 25 d'abril - Montevideo, Uruguai: Margarida Xirgu i Subirà, actriu uruguaianocatalana.[39]
- 6 de maig - Sabadell: Francesc Casañas i Riera, industrial corder i fotògraf català.
- 22 de juliol - València (l'Horta): Leopold Magenti i Chelvi, compositor valencià (n. 1894).
- 20 d'agost - Barcelona: Teresa Bartomeu Granell, esquiadora catalana pionera (n. 1889).[40]
- 25 d'agost - Barcelona: Pilar Rufí i Bosch, soprano liederista, professora de cant i compositora catalana (n. 1892).[41]
- 2 de novembre - València: Josefina Landete Aragó, primera dona espanyola a obtenir el títol d'odontòloga (n. 1885).[42]
- 4 de novembre - Barcelona: Teresa Idel, cantant de sarsuela i actriu valenciana (n. 1883).[43]
- 28 de novembre - Barcelona: Rosa Roig i Soler, pedagoga i feminista catalana, arraconada pel franquisme (n. 1890).[44]
- novembre - Gràcia, Barcelona: Josep Maria de Sucre i de Grau, crític d'art, escriptor i pintor (n. 1886).
- Barcelona: Enriqueta Pascual Benigani, pintora i lacadora catalana (m. 1905).[45]
- Reus: Teresa Bartomeu Granell, esquiadora catalana.[46]
- Mèxic: Màrius Vilatobà i Ros, pintor.[47]

Resta del món
- 30 de gener - Lovaina (Flandes): Dominique Pire, dominic, Premi Nobel de la Pau de 1958 (n. 1910).
- 19 de febrer - Pasadena (Califòrnia), Estats Units: Madge Blake, actriu estatunidenca.[48]

- 11 de març - Londres, Anglaterra: John Wyndham, escriptor anglès (n. 1903).[49]
- 24 de març - Boma,(República Democràtica del Congo): Joseph Kasavubu polític congolès,va ser el primer president de la República Democràtica del Congo.[1]
- 26 de març - Biloxi, Nova Orleans: John Kennedy Toole, novel·lista nord-americà (n. 1937).
- 28 de març - Denison, Texas (EUA): Dwight D. Eisenhower, 34è president dels Estats Units.(n. 1890)[1]
- 6 d'abril, Canes: Gabriel Chevallier, escriptor
- 14 d'abril - Madrid: Matilde Muñoz Sampedro, actriu espanyola (n. 1900).[50]
- 15 d'abril, Lausana, Suïssa: Victòria Eugènia de Battenberg, reina consort d'Espanya.[51]
- 19 d'abril - Praga, Txecoslovàquia: Juan Modesto Guilloto León, militant del PCE i militar republicà a la Guerra Civil espanyola (n. 1906).[52]
- 23 d'abril -Xangai (Xina): Zheng Junli, actor, guionista i director de cinema xinès (n. 1911).[53]
- 2 de maig - Sasbach, Baden-Württemberg, RF Alemanya: Franz von Papen, polític alemany (n. 1879).[54]
- 19 de maig - Nova York (els EUA): Coleman Hawkins, saxofonista de jazz, swing i bebop estatunidenc (n. 1904).[55]
- 22 de juny - Londres, Anglaterra: Judy Garland, actriu i cantant nord-americana (n. 1922).[56]
- 5 de juliol -Boston, Massachusetts (EUA): Walter Gropius, arquitecte, urbanista i dissenyador alemany (n. 1883).[57]
- 25 de juliol: 
  - Singen, Alemanya: Otto Dix, un dels grans pintors alemanys del segle xx (n. 1891).[58]
  - René Dorin, escriptor
- 28 de juny - Nova York, EUA: Frank Loesser, compositor nord-americà d'origen alemany (n. 1910).
- 9 d'agost
  - Bellano, Lombardia (Itàlia): Cecil Frank Powell, físic anglès, Premi Nobel de Física de l'any 1950 (n. 1903).[59]
  - Los Angeles, Califòrnia (EUA): Sharon Tate, actriu Estatunidenca (n. 1943).
- 17 d'agost:
  - Berkeley, Califòrnia (EUA): Otto Stern, físic alemany, Premi Nobel de Física de 1943 (n. 1888).[60]
  - Chicago (EUA): Ludwig Mies van der Rohe, arquitecte i dissenyador industrial alemany (n. 1886).[57]
- 26 d'agost - Khartum (Sudan): Ismail al-Azhari “Sayyid” (en àrab إسماعيل الأزهري, Ismāʿīl al-Azharī), home d'estat sudanès, primer ministre (1954-1956) i president del país (1964-1969) (n. 1900).[1]
- 21 d'octubre - St. Petersburg, Florida (els EUA): Jack Kerouac, novel·lista i poeta estatunidenc, membre de la generació beat (n. 1922).
- 3 de setembre - Hanoi, Vietnam del Nord: Ho Chi Minh, líder polític i revolucionari vietnamita (n. 1890).
- 8 de setembre, Dinha: Alexandra David-Neel, escriptora i exploradora francesa (n. 1868).[61]
- 20 de setembre - Arnhem, Països Baixos: Jeanne Beijerman-Walraven, compositora neerlandesa (n. 1878).[62]
- 12 d'octubre - Oslo, Noruega: Sonja Henie, patinadora artística sobre gel noruega, nacionalitzada estatunidenca (n. 1912).[63]
- 21 de novembre - Londres (Anglaterra): Mutesa II nom de naixença Edward Frederick William David Walugembe Mutebi Luwangula Mutesa, fou rei de Buganda i més tard president del país llavors ja amb el nom modern d'Uganda (n. 1924).[1]
- 26 de novembre - Sevilla: Pastora Pavón, La Niña de los Peines, una de les millores cantaoras de flamenc de la història.[64]
- 2 de desembre - Lima (Perú): José María Arguedas, escriptor i antropòleg peruà.
- 22 de desembre - Hollywood (EUA): Josef von Sternberg, director de cinema austríac, actiu als EUA (n. 1894).[65]
- 30 de desembre - Ciutat de Mèxic: Angelina Beloff, pintora i artista mexicana, amb orígens russos (n. 1879)[66]
- Buenos Aires (Argentina): Antoni Cunill Cabanellas, actor, director i autor teatral.